# Leitir Móir
Leitir Móir (Engels:Lettermore) is een plaats op het gelijknamige eiland in het Ierse graafschap County Galway. De plaats hoort tot de Connemara Gaeltacht.